# حزب چپ ایران
حزب چپ ایران حزبی سیاسی است که در سال ۲۰۱۸ از وحدت سه جریان سازمان فداییان خلق ایران (اکثریت)، سازمان اتحاد فداییان خلق ایران- طرفدار وحدت و کنشگران چپ، در شهر کلن آلمان تأسیس شد.

## کنگرهٔ بنیان‌گذار
کنگرهٔ بنیان‌گذار
حزب چپ ایران محصول وحدت سه جریان چپ: سازمان اتحاد فدائیان خلق ایران ـ طرفداران وحدت چپ، سازمان فدائیان خلق ایران (اکثریت) و کنشگران چپ است. وحدت این سه جریان در کنگرهٔ مؤسس آن، که در روزهای ۱۰ تا ۱۲ فروردین ۱۳۹۷ (۳۰ مارس تا اول آوریل ۲۰۱۸) در شهر کلن برگزار شد، تحقق یافت. روز تأسیس حزب چپ ایران (فدائیان خلق) ۱۲ فروردین ماه ۱۳۹۷ (برابر ۳۱ مارس ۲۰۱۸) است.
کنگرهٔ بنیان‌گذار حزب چپ ایران (فدائیان خلق)  بعد از یک دوره طولانی تدارک علنی برگزار شد و تقریباً همگی شرکت کنندگان آن به این یا آن سازمان یا کنشگران چپ در طیف جریان فدایی تعلق داشتند. قید «فدائیان خلق» در نام این حزب، برای بیان این تعلق است. در کنگره سوم این حزب پسوند فدائیان خلق حذف شد.
تصویب منشوری به نام «دیدگاه‌ها و ارزش‌ها، گذار به دموکراسی» به عنوان سند مبنا برای بررسی در کنگره، انتخاب نام حزب و تصویب بخش‌هائی از اساسنامه مهم‌ترین اقدامات کنگرهٔ بنیان‌گذار حزب چپ ایران (فدائیان خلق) بود[۲].
کنگره های حزب
حزب چپ ایران پس از بنیان‌گذاری و شروع فعالیت سیاسی و سازمانی، نخستین و دومین کنگرهٔ خود را برگزار کرده‌است. کنگرهٔ نخست این حزب در مرداد سال ۱۳۹۸، برابر ژوئیه ۲۰۱۹، در هلند[۴] و دومین کنگرهٔ آن در آذر سال ۱۴۰۰، برابر نوامبر ۲۰۲۱، در آلمان[۵] برگزار شد. یکی از مصوبات اصلی کنگرهٔ نخست "راستاهای عمومی برنامهٔ حزب چپ ایران (فدائیان خلق)" [۶] نام داشت. در بخشی از این مصوبه عناوین "دیدگاه و ارزش‌هاً و "جهانی شدن"، که در منشور مذکور بیان شده بودند، بازنویسی شده‌اند. در این سند زیر عنوان "دیدگاه و ارزش‌های ماً آمده‌ست:
حزب چپ ایران از صلح، آزادی، عدالت اجتماعی، برابری، همبستگی، دموکراسی، برابر حقوقی زن و مرد، رفع تبعیض جنسیتی، ملی، قومی و مذهبی و حفظ محیط زیست و تنوع سبک زندگی، و از حقوق، منافع و مطالبات کارگران، مزدبگیران و تهیدستان دفاع می کند. حزب طرفدار دموکراسی و مخالف هرگونه استبداد و دیکتاتوری است، حاکمیت را ناشی از اراده آزاد مردم و برای مردم می‌داند و پای بند به رای و انتخاب آزادانه مردم، حاکمیت قانون، محدودیت زمانی قدرت و پلورالیسم سیاسی است.
حزب چپ ایران خود را متعلق به جنبش جهانی چپ می داند و ضمن ارج‌گذاری بر دست‌آوردهای آن، با نقد نظری و تجربی این جنبش، به این باور رسیده که آزادی با عدالت اجتماعی، سوسیالیسم با دموکراسی در هم تنیده اند. حزب براین باور است که تداوم سرمایه‌داری محتوم نیست و تلاش بشریت برای دستیابی به جامعه مطلوب ادامه دارد. حزب ما مخالف جهانی سازی نئولیبرالیستی است و برای «جهانی بهتر» مبارزه می‌کند.
حزب چپ ایران  برای گذار از جمهوری اسلامی به یک جمهوری دموکراتیک مبتنی بر جدایی نهاد دین و نهاد دولت مبارزه می کند و بر تقویت جامعه مدنی تأکید دارد. نظام پیشنهادی این حزب جمهوری مبتنی بر حق رای آزاد و همگانی، پایبندی به قانونیت و سکولاریسم، تفکیک قوای سه‌گانه، استقلال رسانه ها، تناوب قدرت و انتخابی بودن مقامات، ساختار سیاسی و اداری غیر متمرکز و پلورالیسم سیاسی استوار است. این حزب بر انطباق قانون اساسی با منشور جهانی حقوق بشر و ملحقات آن و بر ممنوعیت حکم اعدام، شکنجه و مجازات های مغایر با کرامت انسانی پای می فشارد.
تلاش برای نزدیک کردن جمهوری خواهان دموکرات و سکولار جهت شکل‌دادن به یک ائتلاف گسترده سیاسی میان آنان برای گذار به دموکراسی، از مولفه های اصلی استراتژی سیاسی حزب ما است. از دیدگاه حزب ما، انتخابات آزاد یکی از قواعد اساسی نظام دموکراتیک است و مبارزه برای برگزاری انتخابات آزاد وجهی از استراتژی سیاسی حزب است.
علاوه بر این هر دو کنگره مصوباتی را برای فعالیت سیاسی حزب چپ ایران تا کنگرهٔ بعدی تصویب کرده‌اند[۷]و[۸]. در کنگرهٔ دوم همچنین اساسنامهٔ حزب چپ ایران (فدائیان خلق) و برنامه سیاسی آن به تصویب رسید[۹].

## مواضع حزب
حزب چپ ایران (فداییان خلق) در سند سیاسی خود در برابر حکومت جمهوری اسلامی موضعی انقلابی داشته، و از جایگزینی حکومت جمهوری اسلامی با «یک جمهوری دموکراتیک فدراتیو مبتنی بر جدایی دولت و دین» دفاع می‌کند. ضمن اینکه در منشور حزب، نامی از کمونیسم برده نشده و تأکید بر سوسیالیسم نیز کمرنگ بوده‌است.
.